# Antonia Gentry

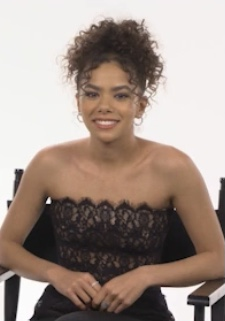
Antonia Gentry (2022)

Antonia Bonea Gentry (* 25. September 1997 in Atlanta, Georgia) ist eine US-amerikanische Schauspielerin. Sie wurde 2021 durch die Rolle der Ginny Miller in der Netflix-Serie Ginny & Georgia bekannt.

## Karriere
Gentry wurde 1997 in Atlanta geboren und besuchte die John S. Davidson Fine Arts Magnet School in Augusta, wo sie ihr Interesse für die Schauspielerei entdeckte. Anschließend studierte sie Schauspiel an der Emory University und machte dort 2019 ihren Abschluss. Ihre Mutter stammt aus Jamaika. Gentry lebt in Los Angeles.
Sie war bereits 2015 in ersten kleineren Rollen, unter anderem in der Kurzfilmen Lone Wolf Mason und Driver’s Ed: Tales from the Street zu sehen. 2018 spielte sie die Rolle der Jasmine im Netflix-Film Candy Jar. Ein Jahr später folgte eine Rolle in der Serie Raising Dion, in der sie in einer Episode mitspielte. Seit 2021 ist sie in der Netflix-Serie Ginny & Georgia in der Hauptrolle der Virginia „Ginny“ Miller  zu sehen.

## Filmografie
- 2015: Lone Wolf Mason
- 2015: Driver’s Ed: Tales from the Street
- 2018: Candy Jar
- 2019: Raising Dion (Fernsehserie, Episode 1x04)
- seit 2021: Ginny & Georgia (Fernsehserie)
- 2024: Prom Dates
- 2024: Time Cut